# Liste der Indianerreservate in den Vereinigten Staaten
Liste der Indianerreservate in den USA (unvollständig):

## A
- Acoma Pueblo, New Mexico
- Agua Caliente Indian Reservation, Kalifornien
- Alabama-Coushatta Reservation, Texas
- Allegany Reservation, New York
- Alturas Indian Rancheria, Kalifornien
- Annette Island Reserve, Alaska
- Aroostook Band of Micmac Trust Land, Maine
- Auburn Rancheria, Kalifornien
- Augustine Reservation, Kalifornien

## B
- Bad River Reservation, Wisconsin
- Barona Reservation, Kalifornien
- Battle Mountain Reservation, Nevada
- Bay Mills Reservation, Michigan
- Benton Paiute Reservation, Kalifornien
- Berry Creek Rancheria, Kalifornien
- Big Bend Rancheria, Kalifornien
- Big Cypress Reservation, Florida
- Big Lagoon Rancheria, Kalifornien
- Big Pine Reservation, Kalifornien
- Big Sandy Rancheria, Kalifornien
- Big Valley Reservation, Kalifornien
- Bishop Reservation, Kalifornien
- Blackfeet Indian Reservation, Montana
- Blue Lake Rancheria, Kalifornien
- Bois Forte Reservation, Minnesota
- Bridgeport Reservation, Kalifornien
- Brighton Reservation, Florida
- Burns Paiute Indian Colony, Oregon

## C
- Cabazon Reservation, Kalifornien
- Cahuilla Reservation, Kalifornien
- Campbell Ranch, Nevada
- Campo Indian Reservation, Kalifornien
- Capitan Grande Reservation, Kalifornien
- Carson Colony, Nevada
- Catawba Reservation, South Carolina
- Cattaraugus Reservation, New York
- Cedarville Rancheria, Kalifornien
- Celilo Village, Oregon
- Chehalis Reservation, Washington
- Chemehuevi Reservation, Kalifornien
- Cherokee Indian Reservation 3200 Acre Tract, North Carolina
- Cheyenne River Reservation, South Dakota
- Chicken Ranch Rancheria, Kalifornien
- Chitimacha Reservation, Louisiana
- Coconut Creek Trust Land, Florida
- Cocopah Reservation, Arizona
- Coeur d’Alene Reservation, Idaho
- Cold Springs Rancheria, Kalifornien
- Colorado River Reservation, Arizona und Kalifornien
- Colusa Rancheria, Kalifornien
- Colville Reservation, Washington
- Coos, Lower Umpqua, and Siuslaw Reservation, Oregon
- Coquille Reservation, Oregon
- Cortina Indian Rancheria, Kalifornien
- Coushatta Reservation, Louisiana
- Cow Creek Reservation, Oregon
- Coyote Valley Reservation, Kalifornien
- Crow Reservation, Montana
- Crow Creek Reservation, South Dakota

## D
- Dresslerville Colony, Nevada
- Dry Creek Rancheria, Kalifornien
- Duck Valley Reservation, Idaho und Nevada
- Duckwater Reservation, Nevada

## E
- Eastern–Cherokee–Reservat, North Carolina
- Elk Valley Rancheria, Kalifornien
- Elko Colony, Nevada
- Ely Reservation, Nevada
- Enterprise Rancheria, Kalifornien
- Ewiiaapaayp Reservation, Kalifornien

## F
- Fallon Paiute-Shoshone Colony, Nevada
- Fallon Paiute-Shoshone Reservation, Nevada
- Flandreau Reservation, South Dakota
- Flathead Reservation, Montana
- Fond du Lac Reservation, Minnesota und Wisconsin
- Fort Apache Reservation, Arizona
- Fort Belknap Reservation, Montana
- Fort Berthold Reservation, North Dakota
- Fort Bidwell Reservation, Kalifornien
- Fort Hall Reservation, Idaho
- Fort Independence Reservation, Kalifornien
- Fort McDermitt Indian Reservation, Nevada und Oregon
- Fort McDowell Yavapai Nation Reservation, Arizona
- Fort Mojave Reservation, Arizona, Kalifornien und Nevada
- Fort Peck Indian Reservation, Montana
- Fort Pierce Reservation, Florida
- Fort Sill Apache Indian Reservation, New Mexico
- Fort Yuma Indian Reservation, Arizona und Kalifornien

## G
- Gila River Indian Reservation, Arizona
- Golden Hill Paugussett Reservation, Connecticut
- Goshute Reservation, Nevada und Utah
- Grand Portage Reservation, Minnesota
- Grand Ronde Community, Oregon
- Grand Traverse Reservation, Michigan
- Greenville Rancheria, Kalifornien
- Grindstone Indian Rancheria, Kalifornien
- Guidiville Rancheria, Kalifornien

## H
- Hannahville Indian Community, Michigan
- Hassanamisco Reservat, Massachusetts
- Havasupai Reservation, Arizona
- Ho-Chunk Nation Reservation, Wisconsin
- Hoh Indian Reservation, Washington
- Hollywood Reservation, Florida
- Hopi Reservation, Arizona
- Hopland Rancheria, Kalifornien
- Houlton Maliseet Reservation and Off-Reservation Trust Land, Maine
- Hualapai Indian Reservation, Arizona
- Huron Potawatomi Reservation, Michigan

## I
- Immokalee Reservation, Florida
- Inaja and Cosmit Reservation, Kalifornien
- Indian Township Reservation, Maine
- Iowa Reservation, Kansas
- Isabella–Reservat, Michigan
- Isleta Pueblo, New Mexico

## J
- Jackson Rancheria, Kalifornien
- Jamestown S'Klallam Reservation, Washington
- Jamul Indian Village, Kalifornien
- Jemez Pueblo, New Mexico
- Jena Band of Choctaw Reservation, Louisiana
- Jicarilla Apache Nation Reservation, New Mexico

## K
- Kaibab Indian Reservation, Arizona
- Kalispel Reservation, Washington
- Karuk Reservation, Kalifornien
- Kickapoo Reservation, Kansas
- Kickapoo Reservation, Texas
- Klamath Reservation, Oregon
- Kootenai Reservation, Idaho

## L
- Lac Courte Oreilles Reservation, Wisconsin
- Lac du Flambeau Reservation, Wisconsin
- Lac Vieux Desert Reservation, Michigan
- Laguna Pueblo, New Mexico
- Lake Traverse Reservation, South Dakota
- L'Anse–Reservat, Michigan
- Leech Lake Reservation, Minnesota
- Little River Band of Ottawa Indians Reservation, Michigan
- Little Traverse Bay Reservation, Michigan
- Lower Brule Reservation, South Dakota
- Lower Camp Verde Indian Reservation, Arizona (historisch)
- Lower Sioux Indian Reservation, Minnesota

## M
- Match-e-be-nash-she-wish Band of Pottawatomi Reservation, Michigan
- Mescalero Apache Reservation, New Mexico
- Mille Lacs Indian Reservation, Minnesota
- Moapa River Indian Reservation, Nevada
- Menominee Reservation, Wisconsin
- Muckleshoot Reservation, Washington

## N
- Nambe Pueblo, New Mexico
- Navajo Nation Reservation, Arizona
- Nez Perce Reservation, Idaho
- Nisqually Reservation, Washington
- Northern Cheyenne Indian Reservation, Montana

## O
- Oil Springs Reservation, New York
- Omaha–Reservat, Iowa, Nebraska
- Oneida Nation of Wisconsin, Wisconsin
- Oneida–Nation–Reservat, New York
- Onondaga Nation Reservation, New York
- Ontonagon–Reservat, Michigan
- Osage Reservation, Oklahoma

## P
- Pascua Pueblo Yaqui Reservation, Arizona
- Passamaquoddy Indian Township Reservation, Maine
- Passamaquoddy Pleasant Point Reservation, Washington
- Penobscot Island Indian Reservation, Maine
- Pine Ridge Reservation, South Dakota
- Pokagon–Reservat, Michigan
- Poospatuck Reservation, New York
- Potawatomi Indian Reservation (historisch)
- Prairie Island Indian Community, Minnesota
- Pueblo de Cochiti, New Mexico
- Pueblo of Pojoaque, New Mexico
- Puyallup Reservation, Washington
- Pyramid Lake Paiute Reservation, Nevada

## Q
- Quinault Reservation, Washington

## R
- Ramah Navajo Community, New Mexico (historisch)
- Red Lake Reservation, Minnesota
- Rocky Boy’s Reservation, Montana
- Rosebud Indian Reservation, South Dakota

## S
- Sac and Fox Nation Reservation, Kansas
- St. Regis Mohawk Reservation, New York
- Salt River Reservation, Arizona
- San Carlos Reservation, Arizona
- San Ildefonso Pueblo, New Mexico
- San Xavier District, Arizona
- Sandia Pueblo, New Mexico
- Santa Ana Pueblo, New Mexico
- Santa Clara Pueblo, New Mexico
- Santee Sioux Reservation, Nebraska
- Santo Domingo Pueblo, New Mexico
- Sault Sainte Marie Reservation, Michigan
- Schaghticoke Reservation, New York
- Shinnecock Reservation, New York
- Shoalwater Bay Indian Reservation, Washington
- Shoshone Indian Reservation, Wyoming (historisch)
- Snoqualmie Reservation, Washington
- Southern Ute Reservation, Colorado
- Spirit Lake Reservation, North Dakota
- Spokane Reservation, Washington
- Standing Rock Reservation, South Dakota
- Summit Lake Reservation, Nevada

## T
- Taos Pueblo, New Mexico
- Timbi-Sha Shoshone Reservation, Nevada
- Tohono O'odham Nation Reservation, Arizona
- Tonawanda Reservation, New York
- Tonto Apache Reservation, Arizona
- Turtle Mountain Indian Reservation, North Dakota
- Tunica-Biloxi Reservation, Louisiana
- Tusuque Pueblo, New Mexico

## U
- Uintah and Ouray Reservation, Utah
- Umatilla Reservation, Oregon, Washington
- United States Seminole Indian Reservation, Florida (historisch)
- Upper Sioux Indian Reservation, Minnesota
- Ute Mountain Reservation, Colorado

## W
- Wampanoag-Aquinnah Trust Land, Massachusetts
- Walker River Reservation, Nevada
- Warm Springs Apache Reservation, New Mexico (historisch)
- Warm Springs Reservation, Oregon
- White Earth Indian Reservation, Minnesota
- Winnebago Reservation, Nebraska, Iowa
- Wind River Reservation, Wyoming

## X
XL Ranch, Kalifornien

## Y
- Yakama Nation Reservation, Washington
- Yankton Reservation, South Dakota
- Yavapai-Apache Nation Reservation, Arizona
- Yavapai-Prescott Reservation, Arizona
- Yomba Reservation, Nevada

## Z
- Zia Pueblo, New Mexico
- Zuni Reservation, New Mexico